# Norbert Müller (Fußballfunktionär)
Norbert Müller (* 19. Januar 1949) ist ein deutscher Kommunikationswissenschaftler. Er war als Manager bei den Fußballvereinen Arminia Bielefeld und Hertha BSC tätig.

## Werdegang
Müller wirkte an der Pädagogischen Hochschule Rheinland in Aachen, bevor er im Frühjahr 1982 erster hauptamtlicher Manager des Fußball-Bundesligisten Arminia Bielefeld wurde. Dort löste er Willi Nolting ab, der diese Aufgabe bislang als Ehrenamt ausführte. Mit Müller wollte sich der Verein professioneller aufstellen. Den Kontakt zu Müller stellte der Bielefelder Spieler Ewald Lienen her, der von Müller beraten wurde. Angesichts von Schulden in Höhe von rund 1,5 Millionen Mark wollte Müller den Verein umkrempeln und statt auf hochbezahlte, etablierte Spieler auf junge, günstige Talente setzen. Mit diesem „Gladbacher Modell“ wollte er den Verein in den UEFA-Pokal führen. 
Arminias damaliger Trainer Horst Franz lehnte dieses Konzept ab und kritisierte Müller scharf, so dass Franz schließlich entlassen wurde. 
Außerdem konnte er keine Einigung mit dem Torwart Wolfgang Kneib erreichen, so dass letzterer in der Saison 1982/83 vertragslos blieb. Mit diesen Personalentscheidungen brachte Müller zum ersten Mal die Bielefelder Fans gegen sich auf, die Müller in Anlehnung an den Film James Bond – 007 jagt Dr. No den Spitznamen Dr. No verpassten. Um Geld zu sparen, legte Müller daraufhin der Mannschaft neue, geringer dotierte Verträge vor, was das Verhältnis zwischen ihm und dem Team verschlechterte. Sportlich war die Arminia erfolgreich und errang in den Spielzeiten 1982/83 und Spielzeiten 1983/84 jeweils Platz acht. Es waren die besten Platzierungen der Bielefelder Vereinsgeschichte. Am Ende der Saison 1984/85 musste die Arminia nach verlorener Relegation gegen den 1. FC Saarbrücken absteigen, was unter anderen an den Querelen zwischen Müller und der Mannschaft lag. Zeitweise weigerten sich die Spieler, überhaupt mit Müller zu reden. Im Winter 1985 musste Müller Bielefeld verlassen und hinterließ einen auf drei Millionen Mark angewachsenen Schuldenberg.
Später arbeitete Müller für das Marketingunternehmen UFA Sports und wurde Mitte der 1990er Jahre Geschäftsführer und Präsidiumsmitglied bei Hertha BSC. Dort war er unter anderem für die Raumplanung der neuen Geschäftsstelle verantwortlich und vergaß dabei, zwischen den Räumen Türen einbauen zu lassen. Im Frühjahr 1998 wurde Müller vom Aufsichtsratschef Robert Schwan gekündigt. Er wirkte zudem als Berater für eine an Fortuna Düsseldorf interessierte Gruppe.